# Аерофлот Оупън
Аерофлот Оупън е ежегоден открит шахматен турнир в Москва, спонсориран от авиокомпанията „Аерофлот“.
Основан е през 2002 г. и бързо прераства в най-силния открит турнир. В първото издание участват около 80 гросмайстори, докато във второто броят им вече е 150 души.
Турнирът се провежда по швейцарската система. В новите издания има също турнири от клас „Б“ и „В“.

## Победители
Името на победителя е удебелено. Има издания, в които няколко играчи завършват с еднакъв брой точки. През 2007, 2008 и 2010 г. има едноличен победител.
| Н. | Година | Победител(и)                                                                           | Точки | Кръгове |
| -- | ------ | -------------------------------------------------------------------------------------- | ----- | ------- |
| 1  | 2002   | Григори Кайданов Александър Гришчук Алексей Александров Александър Шабалов Вадим Милов | 6.5   | 9       |
| 2  | 2003   | Виктор Бологан Алексей Александров Алексей Фьодоров Пьотър Свидлер                     | 7     | 9       |
| 3  | 2004   | Сергей Рубльовски Рафаел Ваганян Валерий Филиппов                                      | 7     | 9       |
| 4  | 2005   | Емил Сутовски Андрей Карлов Василий Иванчук Александър Мотильов Владимир Акопян        | 6.5   | 9       |
| 5  | 2006   | Баадур Джобава Виктор Бологан Кришнан Сасикиран Шахрияр Мамедяров                      | 6.5   | 9       |
| 6  | 2007   | Евгений Алексеев                                                                       | 7     | 9       |
| 7  | 2008   | Ян Непомнящий                                                                          | 7     | 9       |
| 8  | 2009   | Етиен Бакро Александър Мойсеенко                                                       | 6,5   | 9       |
| 9  | 2010   | Ле Куанг Лием                                                                          | 7     | 9       |